# Hipoteka
Hipoteka pomeni zavarovanje terjatve na nepremičnini in je najpomembnejša oblika zastavne pravice, ki je zavarovana erga omnes z vpisom v zemljiško knjigo. 
Hipoteka je stvarno pravna pravica, ki je vseobsežna in nedeljiva. Hipotekarni upnik tako ne sme izkoriščati pod hipoteko zastavljene nepremičnine. Med trajanjem hipoteke zastavljena nepremičnina ostane v posesti zastavitelja. 

## Nastanek
Pravni temelj je pogodba, ki je lahko tudi v obliki neposredno izvršljivega notarskega zapisa (notarska pogodba). Vpis pravice v zemljiško knjigo ima za hipoteko konstitutiven učinek. Pri notarski pogodbi vknjižbo in zaznambo notarske hipoteke predlaga notar po sklenitvi pravnega posla. 

## Posebne oblike
- skupna hipoteka - je oblika, pri kateri se za zavarovanje zastavi več nepremičnin, vpisanih v različne zemljiškoknjižne vložke, ki skupaj zagotavljajo premoženje za poplačilo hipoteke.
- maksimalna hipoteka - je oblika, pri kateri se določi najvišji znesek, do katerega za zavarovanje jamči nepremičnina. Zajema vse stroške in obresti kot poplačilo za bodoče in pogojne terjatve.
- nadhipoteka - Zastavna pravica na terjatvi, ki je že zavarovana z hipoteko

## Poplačilo
- klasična hipoteka - hipotekarna tožba (dokazuje se obstoj zavarovane terjatve in nato poplačilo iz vrednosti zastavljene nepremičnine
- notarska hipoteka - neposredna izvršljivost je naslov za takojšnjo izvršbo, lahko se opravi tudi notarska prodaja

## Prenehanje
- S potekom več let časa od dospelosti zavarovane terjatve, če hipotekarni upnik ne uveljavlja pravice do prednostnega poplačila

- z zunajknjižnim prenehanjem, ki se uveljavlja z ugovorom in izbrisno tožbo

- izbris iz zemljiške knjige na podlagi ugasle zavarovane terjatve
  - terjatev je izplačana, je prenehala, upnik se odreče hipoteki, confusio, ugasnitev hipoteke s časom ali prodajo zastavljene nepremičnine za poplačilo terjatve.